# ロバート・エディソン
ロバート・エディソン, OBE（Robert Eddison, OBE,  1908年6月10日 - 1991年12月14日）は、イギリスの俳優である。

## 来歴
1908年、イギリスのブラックバーンに生まれる。第二次世界大戦時には、イギリス海軍へ従軍し、航空母艦のイラストリアスへ乗船した経験もある。俳優としては1938年に映画デビューを果たし、兵役期間を経て1946年に活動を再開。舞台においてもロンドンの名門劇場オールド・ヴィック・シアターにおいて、ウィリアム・シェイクスピアの『ハムレット』で、主人公のハムレットを演じるなど、キャリアを順調に築き上げた。舞台での活動はイギリス国内にとどまらず、ニューヨークで上演された『十二夜』や『リア王』などへも出演し、国際的な活動も行っている。映画における活動で特に知られているのはスティーヴン・スピルバーグ監督でハリソン・フォード、ショーン・コネリーが主演したアドベンチャー映画『インディ・ジョーンズ/最後の聖戦』で、物語の重要なキャラクターを演じて印象を残した。

### 死去
1991年、イギリスロンドンで、結腸癌のため死去。83歳だった。

## 出演作品

### 映画
- ゼンダ城の虜 (1922)
- 最後の一人迄 (1923)
- 屑屋の大将 (1925)
- キング・オブ・キングス (1927)
- 渦巻く都会 (1928)
- Sixty Glorious Years (1938)
- Doctor 'My Book' (1938) ※テレビ映画
- The Pilgrim's Progress (1939) ※テレビ映画
- The Anatomist (1939) ※テレビ映画
- Vice Versa (1948)
- The Angel Who Pawned Her Harp (1954)
- Sweet Coz (1955) ※テレビ映画
- I Was Happy Here (1966)
- The Boy Who Turned Yellow (1972)
- The Second Part of King Henry the Fourth, including his death and the coronation of King Henry the Fifth (1979) ※テレビ映画
- The Lady's Not for Burning (1987)
- インディ・ジョーンズ/最後の聖戦 Indiana Jones and the Last Crusade (1989)
- オックスフォードの恋 American Friends (1991) ※遺作

### テレビドラマ
- For the Children (1951)
- BBC Sunday-Night Theatre  (1952 - 1958)
- The Eustace Diamonds (1959)
- Maupassant (1963)
- Theatre 625 (1964 - 1967)
- Mystery and Imagination (1968)
- キング・アーサーの伝説 The Legend of King Arthur (1979)
- Bognor (1981)
- ジム・ヘンソンのストーリーテラー Jim Henson's The Storyteller (1988)
- TVダンテ A TV Dante (1989)